# Víctor Zalazar
Víctor Zalazar (La Paz, 14 giugno 1933 – 30 giugno 2017) è stato un pugile argentino, vincitore della medaglia di bronzo nei pesi medi, ai Giochi olimpici di Melbourne 1956.

## Carriera

### Dilettante
Zalazar ha rappresentato l'Argentina nei pesi medi ai Giochi olimpici di Melbourne 1956. Ha battuto ai punti prima lo svedese Stig Sjölin e poi il tedesco Dieter Wemhoner. In semifinale si è dovuto arrendere per knockout alla seconda ripresa di fronte al sovietico Gennadij Šatkov che poi vincerà la medaglia d'oro. Questo non gli ha impedito di salire anch'egli sul podio con al collo la medaglia di bronzo.

### Professionista
Passato professionista nel 1957, Zalazar ha incontrato pugili di altissimo livello nella sua carriera ma con essi è sceso sempre sconfitto dal ring. 
Ha infatti subito due sconfitte ai punti a New York contro il cubano Benny Paret, futuro Campione del mondo dei pesi welter. Salito ai pesi medi è stato sconfitto ai punti a Boston dal nigeriano Dick Tiger, futuro Campione del mondo dei medi e dei mediomassimi. Parimenti è stato sconfitto ai punti a New York dal più volte sfidante al titolo dei medi Joey Archer.
Ha combattuto l'ultimo match il 27 settembre 1963 perdendo a Roma per knock-out tecnico al secondo round dal futuro Campione del mondo dei pesi medi junior e dei pesi medi Nino Benvenuti. Dopo questo match Zalazar si ritirò dal pugilato.